# De l'autre côté du lit
Pour plus de détails, voir Fiche technique et Distribution.
De l'autre côté du lit est un film français réalisé par Pascale Pouzadoux, sorti en 2008.
Le film suit Hugo et Ariane qui après dix ans de mariage, décident d'échanger leur vie. Ariane se retrouve ainsi à la tête d'une société de location de matériel de chantier tandis qu'Hugo devient vendeur de bijoux à domicile.

## Synopsis
Alors que la routine s'installe dans le couple formé par Hugo et Ariane après dix ans de mariage, les époux décident d'échanger leur vie. Ariane se retrouve ainsi à la tête d'une société de location de matériel de chantier tandis qu'Hugo devient vendeur de bijoux à domicile.
Durant le premier mois, Ariane se laisse manipuler par son « bras droit » tandis qu'Hugo est en retrait par rapport à son épouse. Le temps passe et au début les travaux pratiques sont plus nombreux, mais les deux parties persistent à agir comme avant. Puis, les compétences des deux parties dans ces rôles inversés s'améliorent. Hugo propose à Sophie une façon d'améliorer le chiffre d'affaires de « F comme Frivole » tandis qu'Ariane charge Nicolas Flanvart d'espionner la concurrence. Après cela, Nicard veut démissionner, Ariane l'en empêche et décide de mettre en place la « location de matériel avec leur Playmobil » afin de toucher la clientèle féminine. C'est un succès que sa moitié apprend par la publicité.
Mais, avec ces changements de rôles, leur fils Hector est perturbé et décide de le faire savoir en ne faisant plus rien à l'école. C'est alors qu'Ariane s'alerte de constater que son mari devient une véritable femme dans le sens moral : elle veut reprendre son rôle d'origine, celui de la femme au foyer. Elle le trompe, poussée par son attitude d'homme avec Flanvart. 
Une conspiration se fait contre Hugo, seulement le Coach et Lise ne sont pas du même avis, et tentent de faire échouer la tentative d'Ariane. Les travaux sont retardés, au grand bonheur du chef de chantier, ainsi que d'autres nombreux coups bas de son meilleur ami. Adolphe, quant à lui dénonce un adultère qu'il ne connaissait pas entre Flanvart et Ariane : Hugo veut alors divorcer même si les sentiments sont encore réciproques. Les jours passent et Ariane désespère, ne voulant pas se séparer de son mari.
Ariane trouve des photos de son mari avec son ancienne collègue, Charlotte, et pense qu'ils entretiennent une liaison. Elle est furieuse, mais n'a pas le temps de réagir, car Hugo a des ennuis avec la justice à cause de son entreprise et de l'idée d'Ariane. Elle le rejoint au commissariat et commet un délit qui leur permet à tous deux de réaliser la profondeur de leurs sentiments. Ils se réconcilient. Le film s'achève sur une scène d'inauguration de leur maison rénovée.

## Fiche technique
La plupart des informations de cette section sont issues du site IMDB.
- Titre original : De l'autre côté du lit
- Réalisation : Pascale Pouzadoux
- Scénario : Pascale Pouzadoux, adapté du roman éponyme[2] d'Alix Girod de l'Ain, paru en 2003 aux Éditions Anne Carrière[3].
- Société de production : Fidélité Productions
- Distribution : 
  -  Mondial : Wild Bunch
  -  France : Mars Distribution[4]
- Musique : Éric Neveux
- Photographie : Pierre Gill
- Montage : Sylvie Gadmer
- Décors : Philippe Chiffre
- Costumes : Charlotte Betaillole
- Pays :  France
- Langue : français
- Genre : Comédie
- Durée : 93 minutes[5]
- Format : couleur (Cinémascope[6]) - Son : Dolby SRD, DTS[6] - 2,35:1 - Format 35 mm
- Lieu de tournage : Paris[7]
- Budget :
- Dates de sortie :
  -  France : 10 décembre 2008 (Marseille)[6]
  -  France : 7 janvier 2009[4]
  -  Belgique : 7 janvier 2009

## Distribution
La distribution est celle annoncée par le site Allociné.
- Sophie Marceau : Ariane Marsiac
- Dany Boon : Hugo Marsiac
- Roland Giraud : Adolphe Nicard
- Antoine Duléry : Maurice Cantuy
- Juliette Arnaud : Charlotte
- Béatrice Michel : Isabelle
- Anny Duperey : Lise
- Ninon Mauger : Louise
- Clémot Couture : Hector
- François Vincentelli : Nicolas Flanvart
- Delphine Rivière : Samia
- Barbara Schulz : l'épouse infidèle
- Arnaud Lemaire : Kévin, l'ami de Samia
- Arsène Mosca : Gonçalvo
- Éric Fraticelli : le lieutenant Lorenzi
- Patrick Palmero : le commercial 1
- Philippe Bénard : le commercial 2
- Raphaëlle Cambray : la cliente Jeloutil
- Olivier Belmondo : le policier pour la déposition de Kévin
- Marie-Christine Demarest : la cliente 1 d’Hugo
- Arièle Semenoff : la cliente 2 d’Hugo
- Isabelle Jaquet : la cliente 3 d’Hugo
- Nathalie Boileau : la cliente 5 d’Hugo
- Victoria Stagni : la cliente 5 d’Hugo
- Marie-Laure Berthelin : la cliente 6 d’Hugo
- Michel Duléry : le mari de la cliente d’Hugo
- Aniko Tchavatchavadzé : la vendeuse au supermarché
- Martial Courcier : le serveur
- Tony Gaultier : l’entraîneur de judo
- Armelle : la directrice d'école
- Isabelle Tanakil : la femme aristocrate
- Claude Brécourt : le mari aristocrate
- Jarry : un client gay
- Claude Pouzadoux : l’orthodondiste
- Sandrine Le Berre : la femme policière
- Blanche Raynal : Antoinette, l'épouse de Nicard
- Charles-François Pouzadoux : l'avocat 1
- Pascale Pouzadoux : l'avocate 2
- Pétronille Moss : la caissière
- François Berland : le réceptionniste de l’hôtel
- Samuel Amar : le comptable
- Raphaël Duléry : l'adversaire d’Hector au judo
- Lucien Duléry : le supporter 1 au judo
- Jeanne Duléri : la supportrice 2 au judo
- Anastasia Sampsidis : le supporter 3 au judo
- Marius Colucci : le mari jaloux
- Mathilde Penin : la jeune femme adultère
- Grégoire Vigneron
- Tam-Tam : le chien

## Production

### Lieux de tournage
Le film a été tourné à Paris et à La Celle-Saint-Cloud.

## Bande originale
- Ouverture (De l'autre côté du lit) par Éric Neveux, durée : 1 min 13 s.
- Une journée comme les autres par Éric Neveux, durée : 3 min 25 s.
- Tic, tic, tic par Robert Mitchum de 1957, durée : 2 min 45 s.
- Super Hugo par Éric Neveux, durée : 50 s.
- Maurice Cantuis de l'UJHJF par Éric Neveux, durée : 1 min 23 s.
- My Sharona par The Knack de 1979, durée : 4 min 54 s.
- Échanger... nos vies par Éric Neveux, durée : 1 min 43 s.
- Celui qui ouvre les portes par Éric Neveux, durée : 1 min 51 s.
- Kiss Me, Honey Honey, Kiss Me (en) par Shirley Bassey de 1958, durée : 1 min 59 s.
- Donne-moi ta place... par Éric Neveux, durée : 1 min 31 s.
- Orgasm Addict (en) par Buzzcocks de 1977, durée : 2 min 3 s.
- Et prends la mienne par Éric Neveux, durée : 1 min 55 s.
- Le 6-8 par Éric Neveux, durée : 59 s.
- Lovin' You par Minnie Riperton de 1975, durée : 3 min 23 s.
- Mr Morbac par Éric Neveux, durée : 1 min 54 s.
- Des outils et des hommes par Éric Neveux, durée : 1 min 8 s.
- Jupiter, celui qui apporte la gaieté de Les Planètes de Gustav Holst de 1918, durée : 8 min 3 s.
- Les dunes par Éric Neveux, durée : 1 min 40 s.
- Et les enfants dans tout ça par Éric Neveux, durée : 45 s.
- Concerto pour cor no 4 de Wolfgang Amadeus Mozart de 1786, durée : 3 min 43 s.
- Gonçalvo le ripoux par Éric Neveux, durée : 1 min 8 s.
- La déclaration d'Ariane par Éric Neveux, durée : 3 min 41 s.

## Accueil

### Accueil critique
En France, le site Allociné propose une note moyenne de 2,4⁄5 à partir de l'interprétation de critiques provenant de 8 titres de presse.

## Analyse

### Différences avec le livre
Dans le livre, Ariane annonce qu'elle est enceinte ; Hugo ne sait pas comment réagir, le garder et réinstaller la confiance ? – la quitter et la regretter ? Au dernier mois du contrat, les deux parties reprennent leurs places initiales. Une fête pour la fin des travaux est organisée à leur domicile, c'est alors qu'Hugo offre à Ariane un bijou illustrant ses souhaits : garder l'enfant. À la suite de cette grossesse naissent Rose et Jules Marsiac, et le couple continue de vivre ensemble via l'agrandissement de cette famille.
Dans le film, en revanche, il n'est pas question de grossesse mais Ariane trouve des photos de son mari avec son ancienne collègue, Charlotte, et pense qu'ils entretiennent une liaison. Elle est furieuse, mais n'a pas le temps de faire quoi, que ce soit, car Hugo a des ennuis avec la justice à cause de son entreprise et de l'idée d'Ariane. Elle le rejoint au commissariat et commet un délit qui leur permet à tous deux de réaliser la profondeur de leurs sentiments. Le film s'achève sur une scène d'inauguration.

## Autour du film
- Ce film n'a aucun lien avec le film espagnol El Otro Lado de la Cama (2002), dont le titre peut se traduire en français par L'Autre Côté du lit.